# Мюнхенський центр документації історії націонал-соціалізму
Мюнхенський центр документації історії націонал-соціалізму (нім. NS-Dokumentationszentrum München) — це музей у Мюнхені, Німеччина, який присвячений історії та наслідкам націонал-соціалістичного (нацистського) режиму та ролі Мюнхена як «столиці руху». Мюнхенський центр документації досліджує історію націонал-соціалізму з поглядом на сьогодення та майбутнє, а також вивчає наслідки диктатури в поточному та глобальному контексті.
Мюнхенський центр документації розташований на території «Коричневого дому» (нім. Braunes Haus), колишнього партійного штабу Націонал-соціалістичної робітничої партії Німеччини, НСРПН (нім. Nationalsozialistische Deutsche Arbeiterpartei, NSDAP). Важливою частиною діяльності центру є дослідження ролі Мюнхена, як «столиці руху», за часів становлення НСРПН та зародження націонал-соціалізму як ідеології.
Мюнхенський центр документації історії націонал-соціалізму було відкрито 1 травня 2015 року. Кошти на будівництво були надані федеральним урядом Німеччини, землею Баварія та столицею землі містом Мюнхеном.

## Філія Нойаубінг
У листопаді 2011 року було вирішено передати колишній примусово-трудовий табір Нойаубінг Центру документації як філію. Відповідно до концепту, територія колишнього табору має стати класною кімнатою під відкритим небом спеціально для шкільних класів і передусім розповідатиме історію примусових робітників, яким довелося працювати на Німецькій імперській залізниці (нім. Deutsche Reichsbahn) у ремонтній майстерні Мюнхен-Нойаубінг з 1943 по квітень 1945 року. Було встановлено імена 15 осіб робітників табору - в міському архіві було знайдено свідоцтва про смерть дев’яти загиблих табірників, п’ятеро з яких примусово вивезли з України. Вдалось опитати і останніх свідків, як-от уцілілого в’язня з маленького села під Києвом.